# Microregiunea Csepreg
Microregiunea Csepreg (în maghiară Csepregi kistérség) a fost o microregiune statistică (kistérség) din județul Vas, Ungaria.
Cu o populație de 10.684 locuitori și o suprafață de 184,86 km2, aceasta a existat până în 2014, când în Ungaria, microregiunile ”kistérségek” au fost înlocuite de districte (járások).